# Verdeja
Verdeja fue el nombre de una serie de carros blindados ligeros construidos en España entre 1938 y 1945 en un intento de reemplazar en el ejército español los carros Panzer I A y T-26. Diseñados y proyectados por el capitán Félix Verdeja Bardales, supuso el desarrollo de tres prototipos de carros de combate, y uno de artillería autopropulsada provisto de un cañón de 75 mm.
Diseñado como un carro ligero avanzado en 1938, fue uno de los primeros programas desarrollados que tuvo más en cuenta la protección de la tripulación que la protección del propio tanque. El diseño del prototipo Verdeja fue influido por algunos de los carros ligeros a los que iba a reemplazar, principalmente los Panzer I alemanes y los T-26 soviéticos, ambos usados durante la guerra civil española. Finalmente el programa fue cancelado de forma no oficial con el objeto de incorporar el carro de combate estadounidense M47 Patton en 1954. Un prototipo de artillería autopropulsada de 75 milímetros y del Verdeja 2 fueron exhibidos públicamente a comienzos de los años cuarenta.

## Desarrollo
España recibió su primer carro de combate a mediados del año 1919; era un Renault FT-17 francés,para su evaluación, y más tarde recibió diez unidades más el 18 de diciembre de 1921. El uso de estos tanques durante la guerra del Rif, que incluyó el primer desembarco anfibio con tanques, ofreció una valiosa experiencia para el primer programa español propio de divisiones acorazadas, el Trubia A4. El programa del Trubia, basado en el FT-17, llevó al desarrollo de cuatro prototipos, aunque finalmente el programa fracasó debido a la falta de interés del gobierno nacional. Estos prototipos influyeron en los subsecuentes intentos españoles de producir un tanque, llamado Trubia-Naval. Este diseño tampoco pudo pasar de la fase inicial de prototipo. Debido al fracaso de los intentos españoles de producir un carro de combate, y a los intentos fallidos de conseguir diseños extranjeros como el italiano Fiat 3000, a comienzos de la guerra civil española solo había diez tanques ligeros FT-17 en activo y dispuestos para el combate en el país.
La falta de materiales acorazados movió a la Unión Soviética a apoyar al Frente Popular y al III Reich e Italia a hacerlo con el bando nacional con tanques ligeros. Entre 1936 y 1939, los alemanes proveyeron a los nacionales con 122 Panzer I y los italianos con 155 L3/35. Por su parte, los soviéticos vendieron a la República no menos de 281 T-26 y 50 BT-5. Los nacionales descubrieron pronto que las ametralladoras ligeras de sus tanques no podían penetrar el blindaje de los T-26 a más de 150 metros (164 yd), y que los tanques del ejército republicano podían de forma rutinaria alcanzar a los Panzer I y L3/35 desde distancias superiores a las 1000 metros (1093,6 yd). Con el objeto de reequipar a las fuerzas blindadas nacionales con el T-26, los mandos nacionales premiaban a sus tropas con 500 pesetas por cada tanque capturado. Hubo también intentos de armar el Panzer I con un cañón antiaéreo Breda de 20 millimetros Modelo 1935, debido a su alta velocidad y su leve retroceso. A pesar de que se llegaron a convertir con éxito cuatro vehículos, llamados Panzer I Breda, no hubo ningún programa general para incorporar el cañón al Panzer I. Por el contrario, los nacionales empezaron a utilizar los T-26 capturados a su servicio y contra sus antiguos propietarios, llegándose a formar la primera unidad de T-26 en junio de 1937.
El 6 de septiembre de 1937, el capitán Félix Verdeja, que comandaba la compañía de talleres del Batallón de Carros de Combate del ejército nacional, comenzó a desarrollar de forma privada un nuevo tanque ligero. Su posición, con acceso directo al Panzer I y a los T-26, proporcionó a Verdeja evidencia directa de los defectos de los modelos de tanques que había en relación con sus habilidades para el combate y temas de servicio. Verdeja probó un futuro tanque utilizando el cañón de 45 mm (1,77 pulgadas) instalado en el T-26; dos ametralladoras ligeras coaxiales; un perfil bajo, un blindaje versátil de más de 15 milímetros (0,6 pulgadas), con una torreta blindada con una plancha de, al menos, 30 mm (1,2 pulgadas); velocidad de 44 kilómetros por hora (27,3 mph), con alcance en combate de 200 kilómetros (124,3 mi), y una buena suspensión y nuevo sistema de búsqueda. Este último requisito estaba basado en experiencias con tanques ligeros ya existentes, que frecuentemente perdían su orientación durante el combate. Estos requisitos y soluciones se presentaron en octubre de 1938 al coronel Díaz de la Lastra, oficial al mando de la Agrupación de Carros de Combate. Aunque el proyecto fue aprobado, el programa tuvo que hacer uso de chatarra para construir el primer prototipo, debido a la falta de recursos y dinero. A pesar de estos problemas iniciales, incluida la crítica de Wilhelm Ritter von Thoma, el programa continuó y se le asignó a Verdeja un almacén en Cariñena (Zaragoza), para continuar con la construcción del prototipo. 

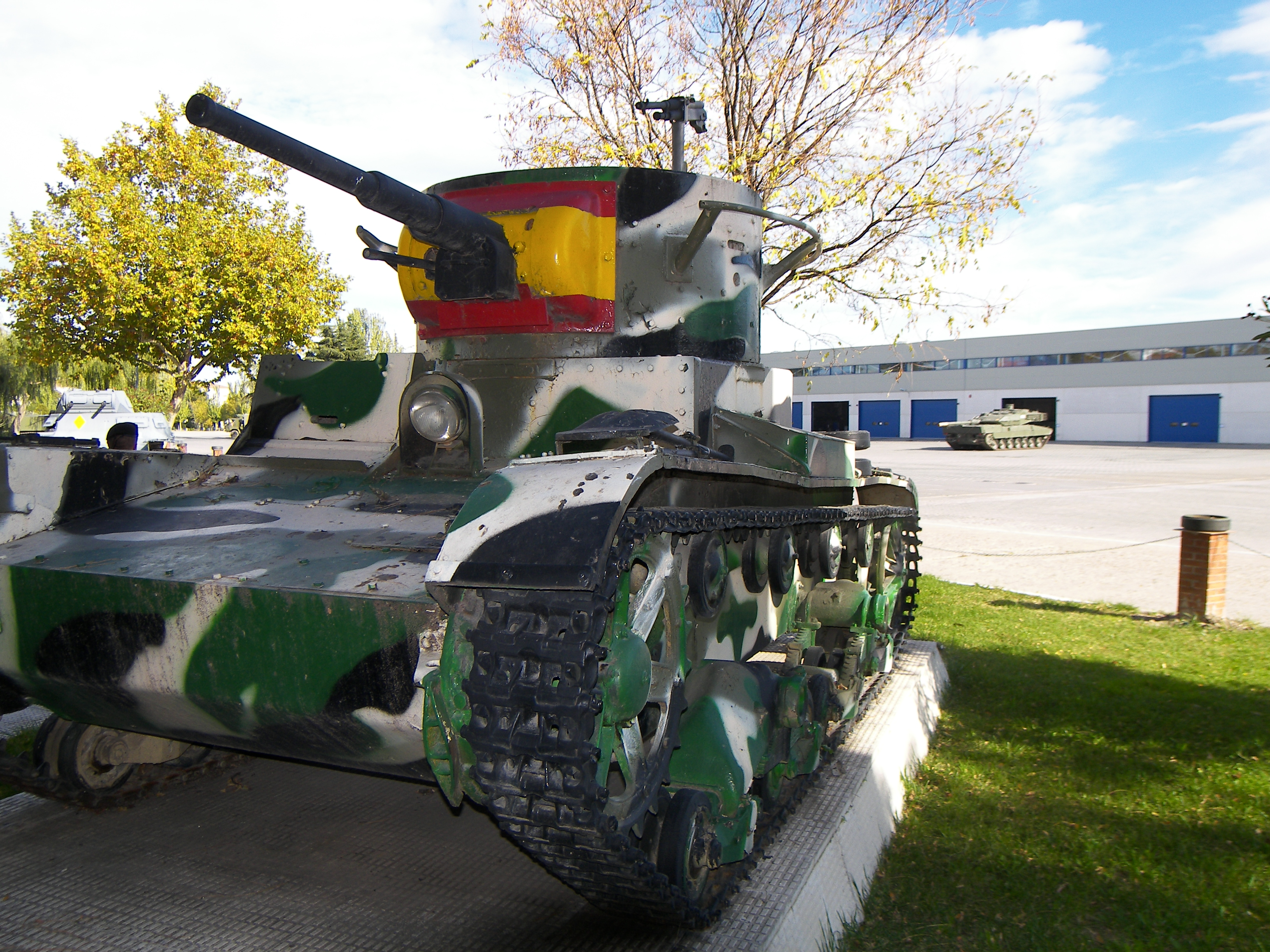
El Verdeja fue influenciado por el T-26 soviético

El prototipo fue construido a partir de restos de blindaje y de equipos rehusados de otros tanques ligeros. Tenía una torre rectangular con un blindaje básico de 16 milímetros (0,63 pulgadas). El chasis estaba dividido en cuatro zonas, con la mitad delantera derecha ocupada por el motor, la caja de marchas, el embrague y los pasos finales, al lado del conductor. La mitad de atrás del vehículo estaba ocupada fundamentalmente por la caja de la torre y por cuarenta y seis disparos de 45 milímetros, así como por dos tanques de combustible de 60 l. El espacio de la torre lo usaba el tirador del tanque y el cargador, y estaba además el modelo de 1932 del cañón antitanque de 45 milímetros y dos ametralladoras MG-13. El cañón principal fue originalmente puesto en servicio como el cañón anticarro 19K soviético de 45 milímetros en marzo de 1932, y presentaba más munición y una velocidad de disparo mayor que la de anteriores cañones antitanque. Comenzado en 1934, un nuevo modelo empezó a ser incorporado en los otra vez montados T-26. Además del cañón, el periscopio panorámico del modelo de tanque de 1932 del comandante fue también reciclado de un T-26. El vehículo estaba impulsado por un motor Ford Modelo 48 tomado de un automóvil civil, desplazando 3.622 cc (221in3) y produciendo 85 cv (63 kW) a 2.000 rpm. El motor estaba emparejado con un radiador nuevo y un sistema de escape. El prototipo de Verdeja usaba la caja de cambios Aphon PG-31 del Panzer I, aunque trabajaba a excesivas revoluciones para el motor, ofreciendo menos par, lo que hacía que el descenso por pendientes mayores de 40° fuese dificultoso. Probablemente, los detalles más inusuales del Verdeja eran su suspensión y las orugas. Para prevenir que las orugas se deslizasen fuera de las ruedas, se unieron dos piezas oruga para crear una ranura central para que las ruedas se deslizasen en ella. Con un peso de menos de 5 toneladas, el Verdeja alcanzaba una velocidad máxima de 44 kilómetros por hora (27,3 mph) y un radio de combate de 120 kilómetros (74,6 mi). Como consecuencia del éxito del prototipo en las pruebas realizadas entre el 10 y el 20 de enero de 1939, se encomendó al capitán Verdeja el empezar la construcción del modelo definitivo de tanque ligero.

### Verdeja 1
La apariencia del prototipo resultante del Verdeja 1 fue similar a la esbozada originalmente en los primeros diseños del capitán Verdeja. El armazón del vehículo era alargado y la parte de atrás inclinada, mientras que la capacidad del depósito de combustible -y con ello la autonomía de combate- fue incrementada, así como la capacidad de munición y el grosor del blindaje.

### Verdeja 2
Al ver la rápida evolución de los vehículos blindados en la Segunda Guerra Mundial, se ordenó a Verdeja comenzar a trabajar en el segundo modelo de su carro blindado; sin embargo, en dos años de producción desde 1942 hasta 1944 tan solo se llegó a ver el prototipo del mismo, habiendo sido el proyecto puesto en disolución tras la compra de material bélico moderno a Alemania en 1943.

### Listas relacionadas
- Anexo:Vehículos blindados de combate por país
- Anexo:Carros de combate principales por generación